# Миканопи (Флорида)
Миканопи (енгл. Micanopy) град је у америчкој савезној држави Флорида. По попису становништва из 2010. у њему је живело 600 становника.

## Демографија
Према попису становништва из 2010. у граду је живело 600 становника, што је 53 (8,1%) становника мање него 2000. године.
| Група             | 2000.       | 2010.       |
| Белци             | 438 (67,1%) | 435 (72,5%) |
| Афроамериканци    | 189 (28,9%) | 133 (22,2%) |
| Азијати           | 2 (0,3%)    | 1 (0,2%)    |
| Хиспаноамериканци | 13 (2,0%)   | 17 (2,8%)   |
| Укупно            | 653         | 600         |